# Delco
 (janvier 2016).
Si vous disposez d'ouvrages ou d'articles de référence ou si vous connaissez des sites web de qualité traitant du thème abordé ici, merci de compléter l'article en donnant les références utiles à sa vérifiabilité et en les liant à la section « Notes et références ».
« Allumeur » redirige ici. Pour les autres significations, voir Allumeur (homonymie).
Le Delco est une marque utilisée comme nom commun de dispositif d'allumage (allumeur et de distributeur) des moteurs à explosion à allumage commandé, qui distribue l'énergie aux bougies d'un moteur à piston fonctionnant avec un carburant facilement vaporisable ou gazeux (essence, gaz, etc.). Le mot a été lexicalisé dans les dictionnaires de langue française,,, et s'écrit couramment avec une minuscule : delco.

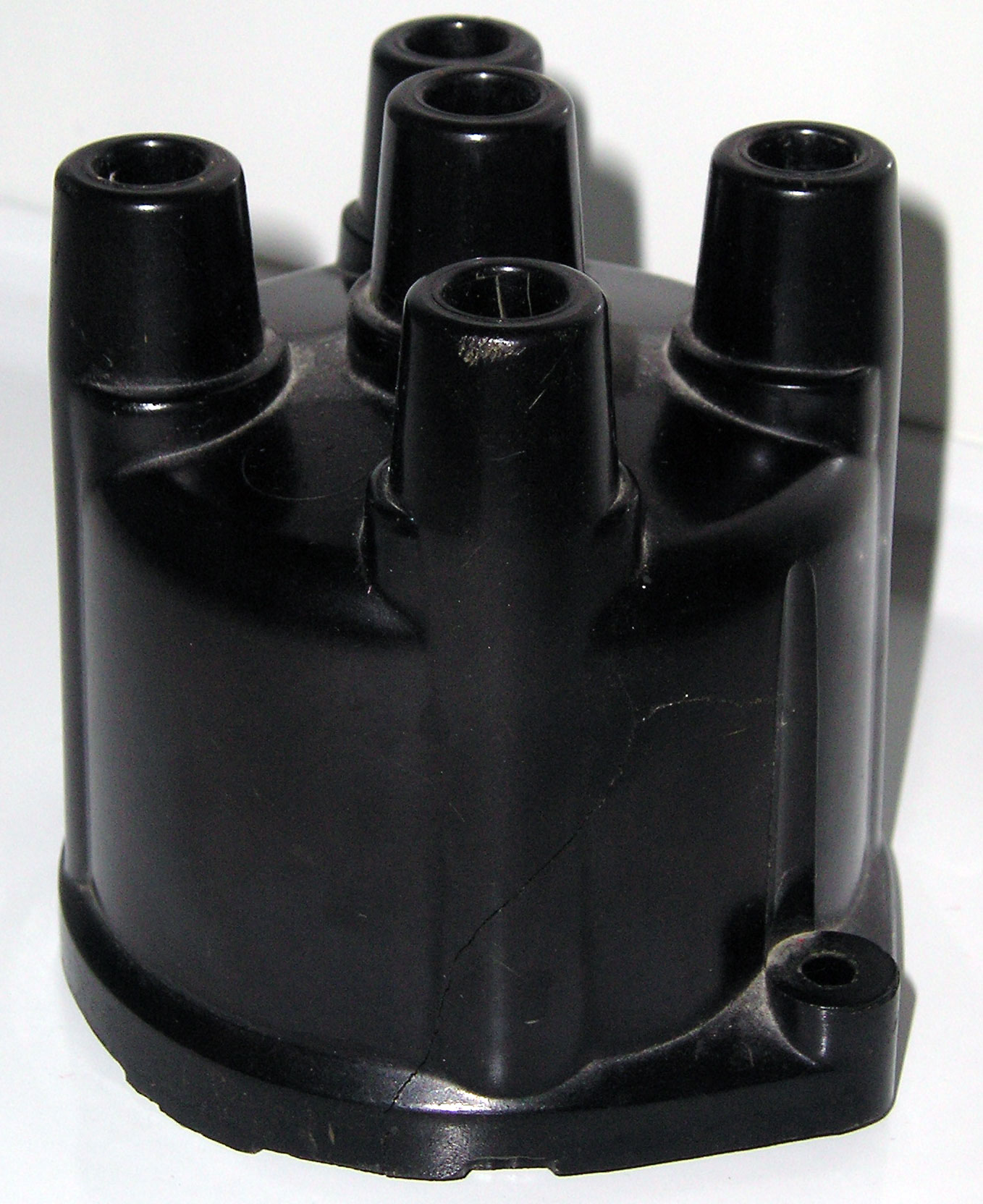
Tête de distributeur d'un moteur à quatre cylindres :

- au centre, l'arrivée de la haute tension ;
- en périphérie, la sortie des câbles de quatre bougies.

## Origine du nom
C'est l'acronyme de la société américaine Dayton Engineering Laboratories COmpany, cofondée dans la ville de Dayton par Charles F. Kettering, l'inventeur du dispositif et introduit pour la première fois sur la Cadillac 1910. Après le rachat de AC Spark Plug Company par la General Motors, la société devient « AC Delco », « AC » étant les initiales d'Albert Champion, le fondateur d'AC Spark Plug Company.

## Description
Le système regroupe dans un même boîtier une grande partie du circuit d'allumage basse et haute tension à l'exception de la bobine d'allumage et des câbles haute tension reliant les éléments de l'allumage. Système générateur de haute tension permettant de transmette des étincelles dans les bougies pour engendrer l’inflammation du mélange air/carburant présent dans les cylindres.
Avec les progrès de l'électronique de puissance et la généralisation de l'électronique dans le monde automobile ce système a, la plupart du temps, été remplacé par l'allumage électronique ne nécessitant ni contrôle ni réglage et étant de ce fait beaucoup plus fiable.
Delco est une marque appartenant à la société américaine General Motors.

## Composants
- en haut, la tête de Delco ;
- à gauche, le distributeur ;
- à droite, le rupteur.

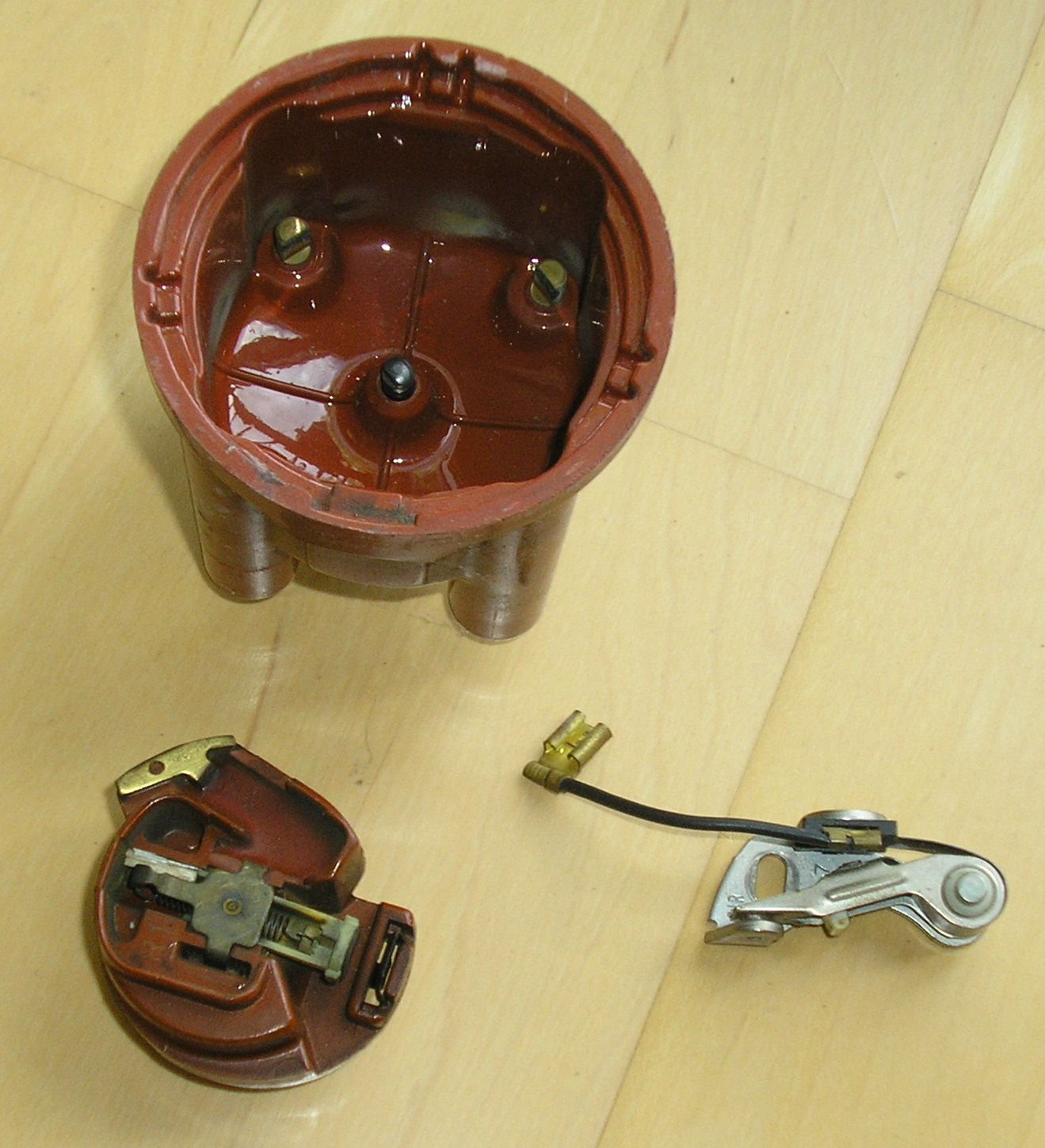
Distributeur d'allumage composé de :

Ce type de distributeur d'allumage est composé de trois pièces principales (voir photo ci-contre) :

### Rupteur
Le rupteur (ou vis platinées) est nécessaire pour générer l’étincelle pour chaque cylindre au bon moment. Il est constitué des éléments suivants (Cf. photo de droite) :
Les points de contact sont à gauche. L'axe est sur la droite et la came suit au milieu du rupteur. Les contacts s'ouvrent et se ferment au rythme des bougies à allumer, leur ouverture déclenche la génération d'une haute-tension par la bobine.

### Rotor
Un rotor ou mécanisme d'avance à l'allumage variable en fonction du régime moteur et de la charge qui lui est demandée par le conducteur au travers de la pédale d'accélérateur.
Il tourne à la même vitesse que l'arbre à cames et à la moitié de la vitesse du vilebrequin. Il fait passer le courant de la tête d'allumeur aux bougies.

### Tête d'allumeur
Une tête d'allumeur, aussi appelée distributeur qui a pour rôle de répartir les étincelles vers les bougies des différents cylindres selon l'ordre d'allumage du moteur. Au centre, le charbon monté sur ressort permet de transmettre l'impulsion électrique au rotor (voir illustration ci-contre). Le nombre de points de distribution (dans ce cas quatre) est lié au nombre de cylindres du moteur.
La société Delco a réussi à regrouper ces trois fonctionnalités dans un même boitier. Ce système a été utilisé jusqu’à l'apparition de systèmes électroniques fiables et performants dans le dernier quart du XXe siècle.

## Production de l'étincelle
L'étincelle est produite par l'ouverture du rupteur :
- tant que le rupteur est fermé, un courant important est produit dans l’enroulement primaire de la bobine grâce au 12 V fourni par la batterie ;
- lorsque le rupteur s'ouvre, la brusque variation de flux dans la bobine produit des courants de self-induction captés par un condensateur. Ce courant dans le primaire induit une haute tension, de l'ordre de 15 000 V, dans le secondaire de la bobine. Cette haute tension a pour effet de générer un courant qui est conduit à la tête d'allumeur et vers l'une des bougies, où l'étincelle provoque l'explosion du mélange carburé comprimé présent dans le cylindre.

Sur les moteurs à quatre temps, il faut une étincelle tous les deux tours de vilebrequin pour chaque cylindre. L'allumeur doit faire un tour pendant que le vilebrequin en fait deux. Il n'est pas rare de trouver l'allumeur au bout de l'arbre à cames si celui-ci est en tête (directement au-dessus des soupapes) car il tourne aussi deux fois moins vite que le vilebrequin.

## Réglage de l'allumeur
L'allumeur a également pour rôle de produire l'étincelle à un moment précis, lorsque le mélange d'air et d'essence dans le cylindre est compressé. Pour tenir compte des différents paramètres de fonctionnement du moteur (régime de rotation plus ou moins élevé, pression de compression variable qui influe sur la vitesse de la combustion du mélange, charge du moteur, etc.) et tirer le meilleur parti possible de la force dégagée par l'augmentation de pression due à la combustion, l'étincelle est délivrée juste avant que le piston n'arrive au bout de sa course. C'est l'avance à l'allumage qui a une grande importance pour le bon fonctionnement du moteur, mais en cas de mauvais réglage, le rendement sera faible, la consommation et la pollution seront plus élevées et le moteur délivrera moins de puissance.
Afin de toujours délivrer l'étincelle au meilleur moment l'allumeur comporte un dispositif agissant sur l'« avance à l'allumage » en fonction du régime du moteur à l'aide de masselottes et un autre la modifiant en fonction du taux de remplissage des cylindres, piloté par la dépression dans le collecteur d'admission. Ces deux mécanismes agissent de concert et l'étincelle est toujours produite au bon moment dans toutes les situations de fonctionnement que peut connaitre le moteur.
Le réglage fin (à condition que le système de décalage d'avance à masselottes n'ait pas pris de jeu) pouvait s'effectuer avec un stroboscope (pince ampèremétrique sur le fil HT du cylindre no 1) éclairant les repères gravés sur la poulie de vilebrequin face à un repère fixe sur le carter du bas moteur. On peaufine le réglage à avance nulle (au ralenti) en faisant pivoter tout le Delco dans le carter moteur puis en le bloquant avec la patte à griffe boulonnée sur le carter, une fois trouvé le réglage optimum. Une autre méthode était d'utiliser un dwell-mètre[Quoi ?].
Lors du démontage du Delco complet, il fallait bien repérer les positions respectives du moteur (par exemple cylindre no 1 au point mort haut) et de l'allumeur pour éviter un décalage au moment du remontage. Un repère gravé (coup de poinçon, en face d'une dent du pignon d'entraînement) était souvent prévu pour faciliter le travail du mécanicien.

## Utilisation
Dès que le nombre de cylindres d'un moteur à allumage commandé dépasse un, se pose la question de produire des étincelles pour les différents cylindres. Le Delco est l'une des réponses possibles et a été largement utilisé. Il peut y en avoir plusieurs dans le cas de moteurs à grand nombre de cylindres.
Dans le domaine motocycliste, cet allumeur était rarement utilisé. Dans ce domaine, on utilise plutôt le système d'allumage à étincelle perdue (une bobine pour deux cylindres, avec étincelles à chaque tour de moteur, système qu'on trouve également sur les moteurs bicylindres de la Citroën 2 CV, Ami 6, Ami 8 et Dyane), ou les bobines multiples (une par cylindre), voire une combinaison des deux (deux bobines pour quatre cylindres).
L'allumeur a été supplanté en automobile par les circuits d'allumage électroniques à la fin du XXe siècle.

## Antivol gratuit
Sur les voitures équipées d'un allumeur type Delco, un antivol gratuit et efficace consistait à ouvrir la tête de Delco (tenue par deux clips métalliques) et à retirer le doigt central du distributeur en Bakélite (emmanché à frottement doux, avec une encoche-détrompeur sur l'axe central) et à le mettre dans sa poche.
Il était aussi possible d'enlever le couvercle du distributeur (dit « tête de Delco »), plus encombrant, à cacher dans un recoin du coffre ou sous un siège, à condition de savoir rebrancher les fils HT des bougies (ordre 1-3-4-2 sur un moteur à quatre cylindres, avec le fil HT de la bobine au centre).